# Tyrawa Solna
Tyrawa Solna est une localité polonaise de la gmina et du powiat de Sanok en voïvodie des Basses-Carpates.